# Anthanassa cortes
Anthanassa cortes is een vlinder uit de familie Nymphalidae. De wetenschappelijke naam van de soort is voor het eerst geldig gepubliceerd in 1917 door Hall.